# Franz Stocher
Franz Stocher (Viena, 23 de marzo de 1969) es un deportista austríaco que compitió en ciclismo en la modalidad de pista, especialista en las pruebas de puntuación y madison.
Ganó seis medallas en el Campeonato Mundial de Ciclismo en Pista entre los años 1994 y 2003, y dos medallas en el Campeonato Europeo de Ómnium, plata en 1995 y bronce en 2001.
Participó en cinco Juegos Olímpicos de Verano, entre los años 1988 y 2004, ocupando el sexto lugar en Sídney 2000 (puntuación), el octavo lugar en Atenas 2004 (madison) y el noveno en Barcelona 1992 (puntuación).

## Medallero internacional
| Campeonato Mundial | Campeonato Mundial       | Campeonato Mundial | Campeonato Mundial |
| Año                | Lugar                    | Medalla            | Competición        |
| ------------------ | ------------------------ | ------------------ | ------------------ |
| 1994               | Palermo (Italia)         | Medalla de bronce  | Puntuación         |
| 2000               | Mánchester (Reino Unido) | Medalla de bronce  | Puntuación         |
| 2001               | Amberes (Bélgica)        | Medalla de bronce  | Puntuación         |
| 2002               | Ballerup (Dinamarca)     | Medalla de plata   | Puntuación         |
| 2002               | Ballerup (Dinamarca)     | Medalla de plata   | Madison            |
| 2003               | Stuttgart (Alemania)     | Medalla de oro     | Puntuación         |
| Campeonato Europeo |                          |                    |                    |
| Año                | Lugar                    | Medalla            | Competición        |
| 1995               | Valencia (España)        | Medalla de plata   | Ómnium             |
| 2001               | Brno (República Checa)   | Medalla de bronce  | Ómnium             |

1. 1 2  Campeonato Europeo realizado sólo para la disciplina de ómnium.